# ハーモニー・コリン
ハーモニー・コリン（Harmony Korine, 1973年1月4日 - ）はアメリカ合衆国カリフォルニア州出身の映画監督・脚本家・プロデューサー・作家。

## 略歴
テネシーやニューヨークで育つ。父親はドキュメンタリー映画製作者。19歳のときに書いた脚本がラリー・クラーク監督で映画『KIDS/キッズ』となり注目される。また「クラックアップ」という散文詩を出版し、作家としての側面もある。
俳優として『グッド・ウィル・ハンティング』(1997)や『ラストデイズ』(2005)にも出演している。
クロエ・セヴィニーと恋愛関係にあった時もあったが、現在は女優のレイチェル・コリンと結婚し、子供が一人いる。
2023年にデザインおよび広告・映画製作企業「EDGLRD」を創設する。

## 主なフィルモグラフィ
- KIDS/キッズ Kids (1995) 脚本
- ガンモ Gummo (1997) 監督・脚本
- ジュリアン Julien Donkey-Boy (1999) 監督・脚本
- KEN PARK ケン パーク Ken Park (2002) 脚本
- ミスター・ロンリー Mister Lonely (2007) 監督・脚本
- Trash Humpers (2009) 監督・脚本
- スプリング・ブレイカーズ Spring Breakers (2012) 監督・脚本
- ガールフレンド・エクスペリエンス The Girlfriend Experience (2017) 出演
- ビーチ・バム まじめに不真面目 The Beach Bum (2019) 監督・脚本
- WAVES/ウェイブス Waves (2019) 出演
- Aggro Dr1ft (2023)
- Baby Invasion  (2024)

## 著書
- 『クラックアップ』ロッキング・オン 1998年10月 ISBN 9784947599605 （山形浩生、渡辺佐智江訳）